# Reese River Šošoni
Reese River Šošoni (Mahagüadüka), jedna od zapadnošošonskih skupina u dolini Reese Rivera, Nevada, koji sebe nazivaju Mahagüadüka, ili jedačima sjemenja mentzelje (eaters of Mentzelia seeds), ovaj rod bilja pripada porodici Loasaceae, a njezino sjeme je služilo domorocima za hranu.
Steward (1938) nvodi njihove sljedeće logore: Wiyunutuahunupi, južno od Austina i zatim redom Angasikigada, Tutumbihunupi, Ohaogwaihunupi, Bambishpahunupi,Songwatumbihun, Gunuvijep, Biahunupi, na Big Creek, zapšadno od Kingstona, Mezaguahunupi, Oapihunupi, Tudupihunupi, Yudigivoihunupi, Aihyuhunupi, Navahodava, Guvadakuahunupi, Baiambasahunupi, Kwinahunupi, Tosakuahunupi, Asunguahunupi, Wakaihunupi, Boyuwihunupi, Yumbahunupi, Onihunupi, Adumbihunupi, Bukwiyohunupi, nešto južnije od Bell's Rancha. Zimska logorišta: Sunungoi, oko 10 milja sjeverozapadno Austina i sjevernije od Mount Airy, nadalje redom Sova, Tuosava, Yutomba, Evimba, Dumboi, Hukumba,Kosiva, Wupayagahunupi, Dawishiwuhunupi, Kunuvidumbihunupi, Pazuyohoi, Wangodusikihunupi, Ava, Bohoba, Dongwishava, i Jugozapadno od Berlin Peaka neimenovani logor na izvoru zvanom Wanzi awa.